# William Alvin Howard

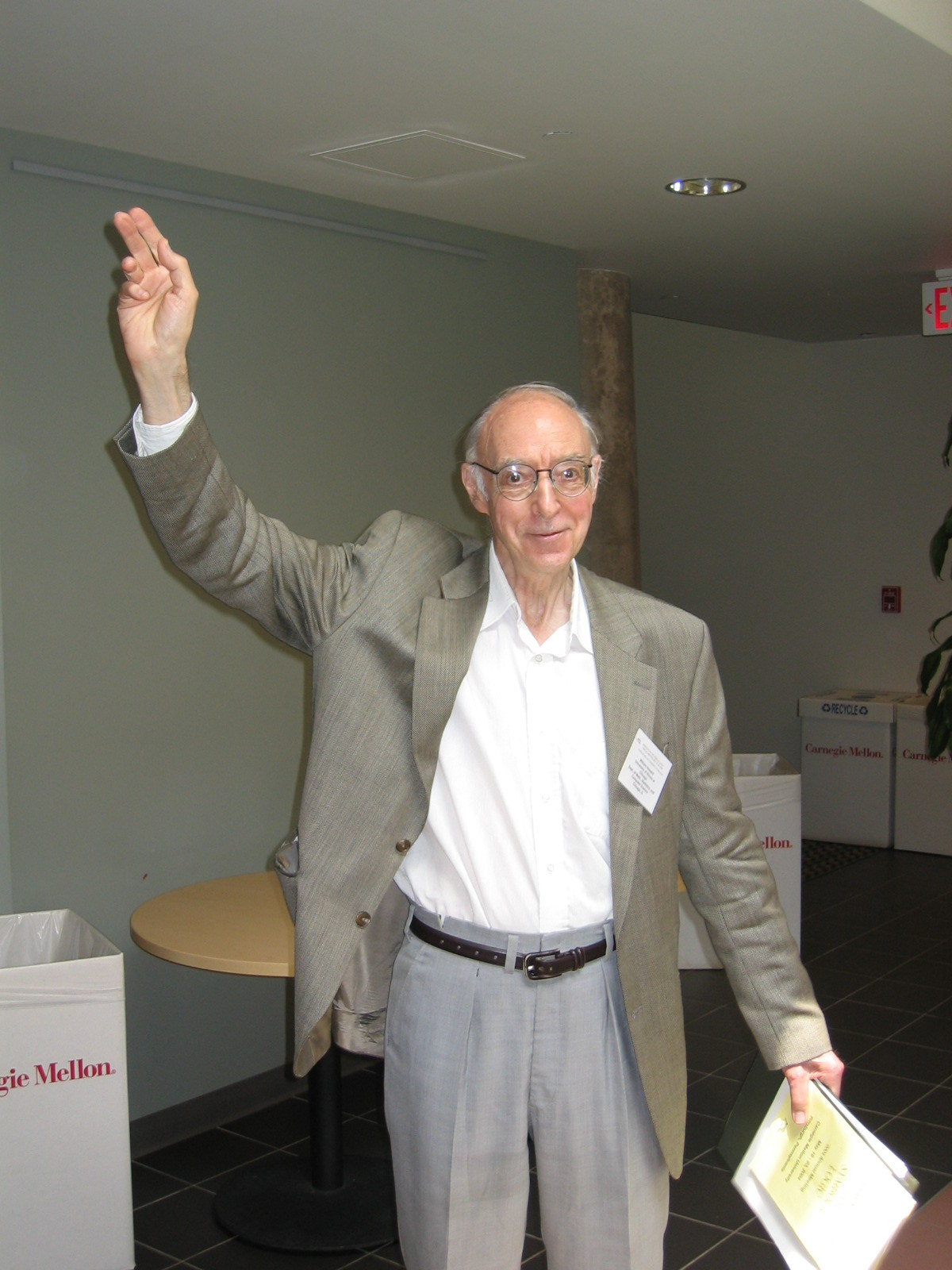
William Alvin Howard

William Alvin Howard (* 1926) ist ein US-amerikanischer mathematischer Logiker.
Howard promovierte 1956 an der University of Chicago bei Saunders MacLane und André Weil (k-fold recursion and well-ordering). Er war in den 1960er Jahren Professor an der Pennsylvania State University und danach an der University of Illinois at Chicago. Er ist Fellow der American Mathematical Society.
Howard zeigte mit Haskell Curry (in Arbeiten, die bis auf die 1930er Jahre zurückgehen) eine Analogie (Curry-Howard-Isomorphismus) zwischen intuitionistischer Logik und Lambda-Kalkül. Er führte auch die nach ihm benannten Howard-Ordinalzahlen (oder Bachmann-Howard-Ordinalzahlen nach ihm und Heinz Bachmann) ein, die in der Beweistheorie definiert werden.

## Schriften
- The formulae-as-types notion of construction. In: Jonathan P. Seldin, James R. Hindley (Hrsg.): To H.B. Curry: Essays on Combinatory Logic, Lambda Calculus and Formalism. Academic Press, London u. a. 1980, ISBN 0-12-349050-2, S. 479–490, (Manuskript aus dem Jahr 1969, Curry-Howard-Korrespondenz).
- A system of abstract constructive ordinals. In: Journal of Symbolic Logic. Band 37, Nr. 2, 1972, S. 355–374, doi:10.2307/2272979, (Bachmann-Howard-Ordinalzahlen)